# Чемпионат России по греко-римской борьбе 2021
Чемпионат России по греко-римской борьбе 2021 года проходил в Ростове-на-Дону 17-21 января. Чемпионат оказался самым удачным для чеченских борцов за всю историю их участия в подобных соревнованиях: они завоевали 11 медалей (3 золотых, 3 серебряных и 5 бронзовых). Лишь на чемпионате России 2016 года в Грозном им удалось завоевать больше золотых медалей, но общее число медалей было меньше (4 золотых, 2 серебряных, 1 бронзовая — всего семь).

## Медалисты
| Категория | Золото                                    | Серебро                                  | Бронза                                                                  |
| --------- | ----------------------------------------- | ---------------------------------------- | ----------------------------------------------------------------------- |
| до 55 кг  | Виктор Ведерников (Новосибирская область) | Виталий Кабалоев (Мордовия)              | Юрий Тапаа (Алтайский край) Довуджон Тошев (Санкт-Петербург)            |
| до 60 кг  | Сергей Емелин (Мордовия)                  | Анвар Аллахьяров (Московская область)    | Степан Марянян (Краснодарский край) Эмин Сефершаев (ЯНАО)               |
| до 63 кг  | Алексей Тадыкин (Алтайский край)          | Марат Гарипов (Санкт-Петербург)          | Абу-Муслим Амаев (Москва) Роман Иванов (Владимирская область)           |
| до 67 кг  | Артём Сурков (Мордовия)                   | Назир Абдулаев (Краснодарский край)      | Алексей Киянкин (Мордовия) Азамат Ахмедов (ЯНАО)                        |
| до 72 кг  | Чингиз Лабазанов (Санкт-Петербург)        | Станислав Зайцев (Новосибирская область) | Адам Курак (Красноярский край) Ислам Алиев (Чечня)                      |
| до 77 кг  | Абуязид Манцигов (Владимирская область)   | Ильяс Магомадов (Москва)                 | Руслан Исаков (Санкт-Петербург) Александр Чехиркин (Ростовская область) |
| до 82 кг  | Адлан Акиев (Красноярский край)           | Шамиль Ожаев (Новосибирская область)     | Хамид Исаев (Чечня) Рамазан Абачараев (Ростовская область)              |
| до 87 кг  | Милад Алирзаев (Дагестан)                 | Бекхан Оздоев (Крым)                     | Вааг Маргарян (Красноярский край) Александр Комаров (Санкт-Петербург)   |
| до 97 кг  | Артур Саргсян (Владимирская область)      | Александр Головин (Краснодарский край)   | Никита Мельников (Красноярский край) Азамат Сеитов (Севастополь)        |
| до 130 кг | Сергей Семёнов (Москва)                   | Виталий Щур (Кемеровская область)        | Нохчо Лабазанов (Башкортостан) Зураб Гедехаури (Москва)                 |